# Czosnek kątowaty
Czosnek kątowaty, czosnek kątowy (Allium angulosum L.) – gatunek byliny należący do podrodziny czosnkowych w rodzinie amarylkowatych. Występuje w środkowej, wschodniej i południowej Europie, Kirgistanie i na Syberii. W Polsce jest dość rzadki i objęty ochroną. Rośnie głównie w dolinach dużych rzek.

## Morfologia
CebulaObła, cienka, zwężająca się ku górze.
ŁodygaWieloboczny głąbik do 60 cm wysokości.
LiściePłaskie, szerokości 1–4,5 mm, 5–15-nerwowe.
KwiatyLiliowe lub białawe, długości 3–6 mm, na kanciastych szypułkach, zebrane w kulisty baldach z 2–3 okrywami.

## Biologia i ekologia

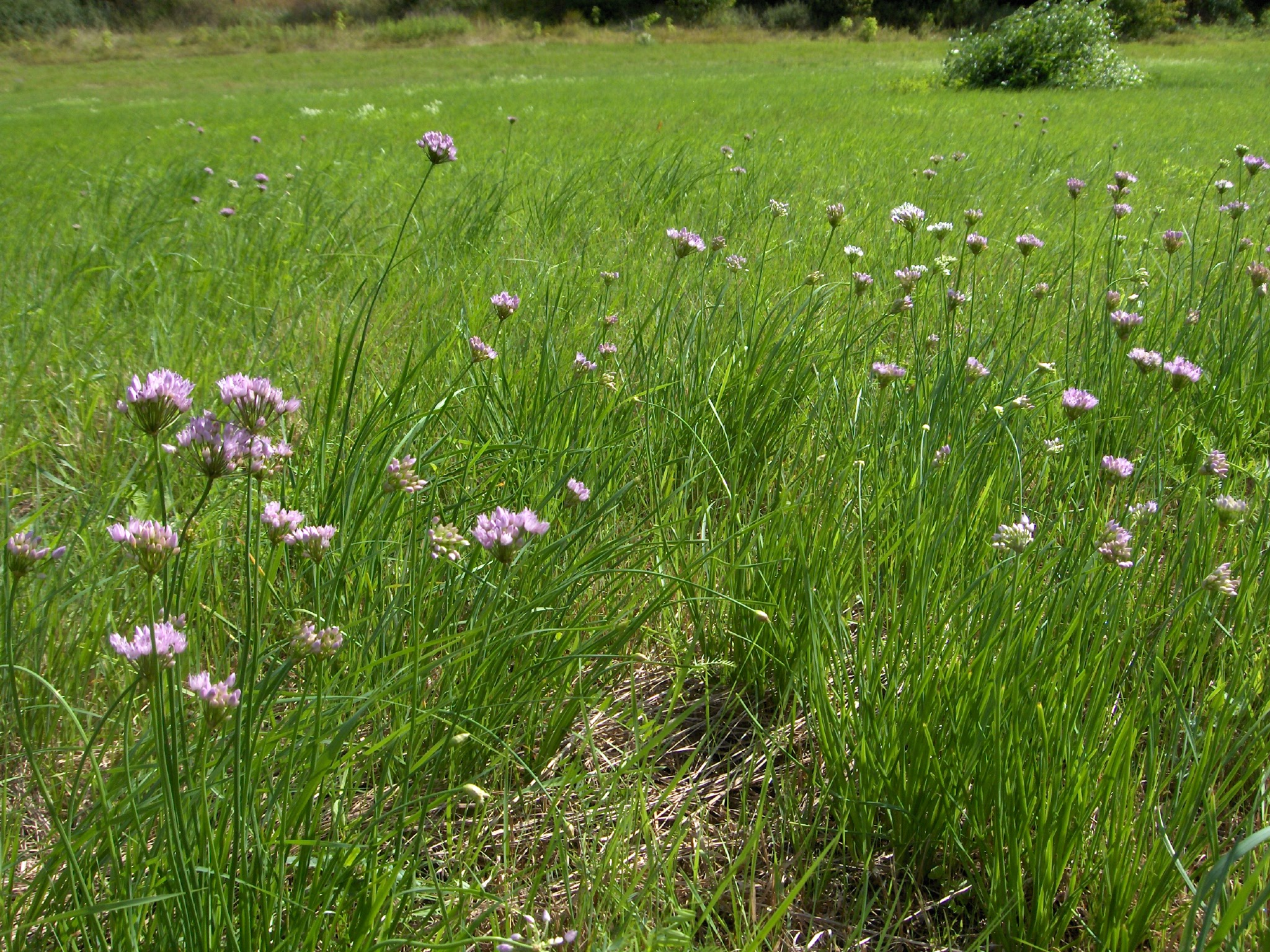
Łąka z czosnkiem kątowatym

Bylina, geofit. Kwitnie w lipcu i sierpniu. Liczba chromosomów 2n = 16. Rośnie na wilgotnych łąkach. Gatunek charakterystyczny dla łąk selernicowych ze związku Cnidion dubii i zespołu Violo-Cnidietum dubii.

## Zagrożenia i ochrona
Gatunek został umieszczony na Czerwonej liście roślin i grzybów Polski (2006) i na obszarze kraju uznany za narażony (kategoria zagrożenia V). Od 2014 roku jest objęty w Polsce ochroną częściową.

## Galeria

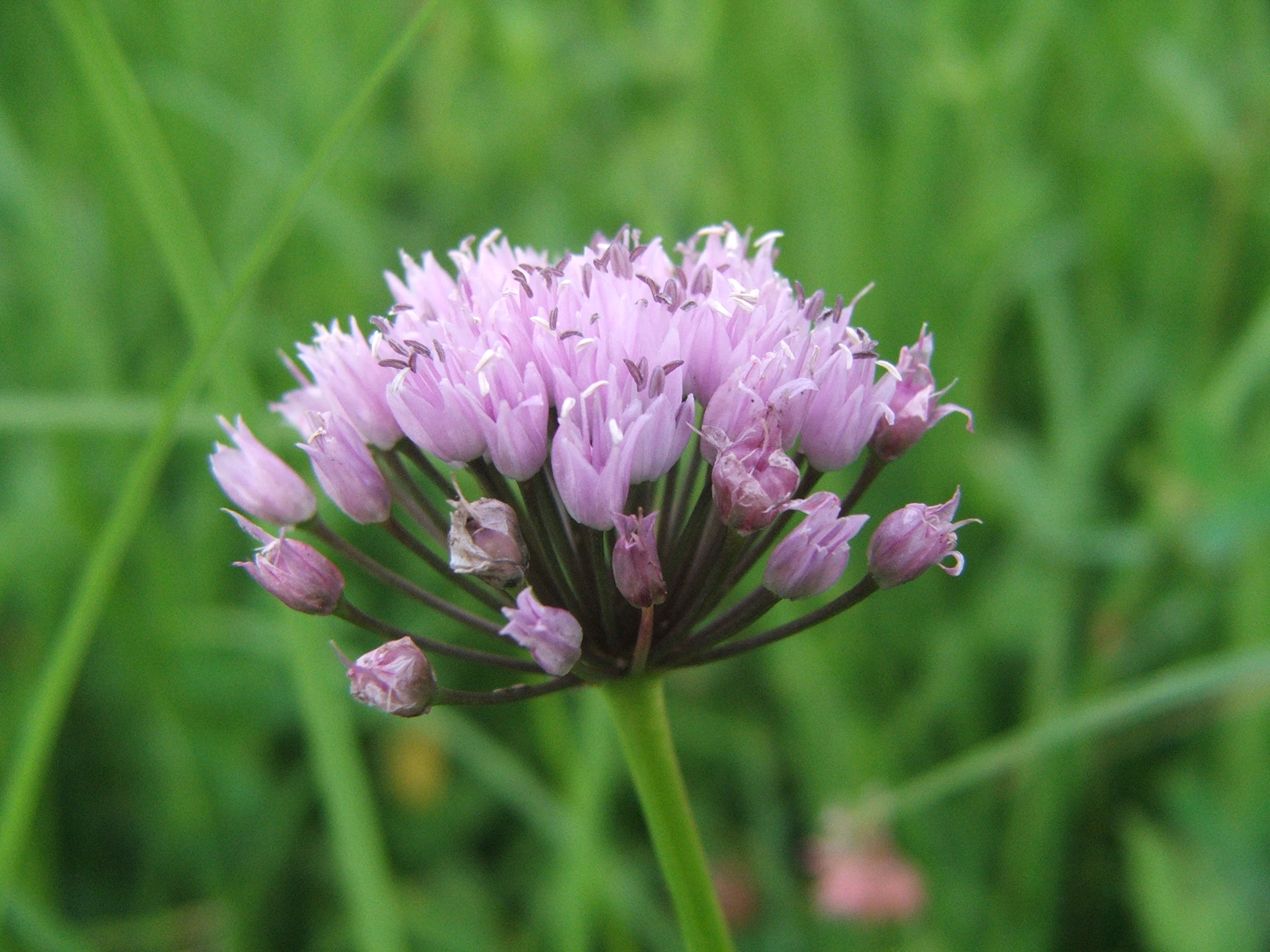
Kwiatostan
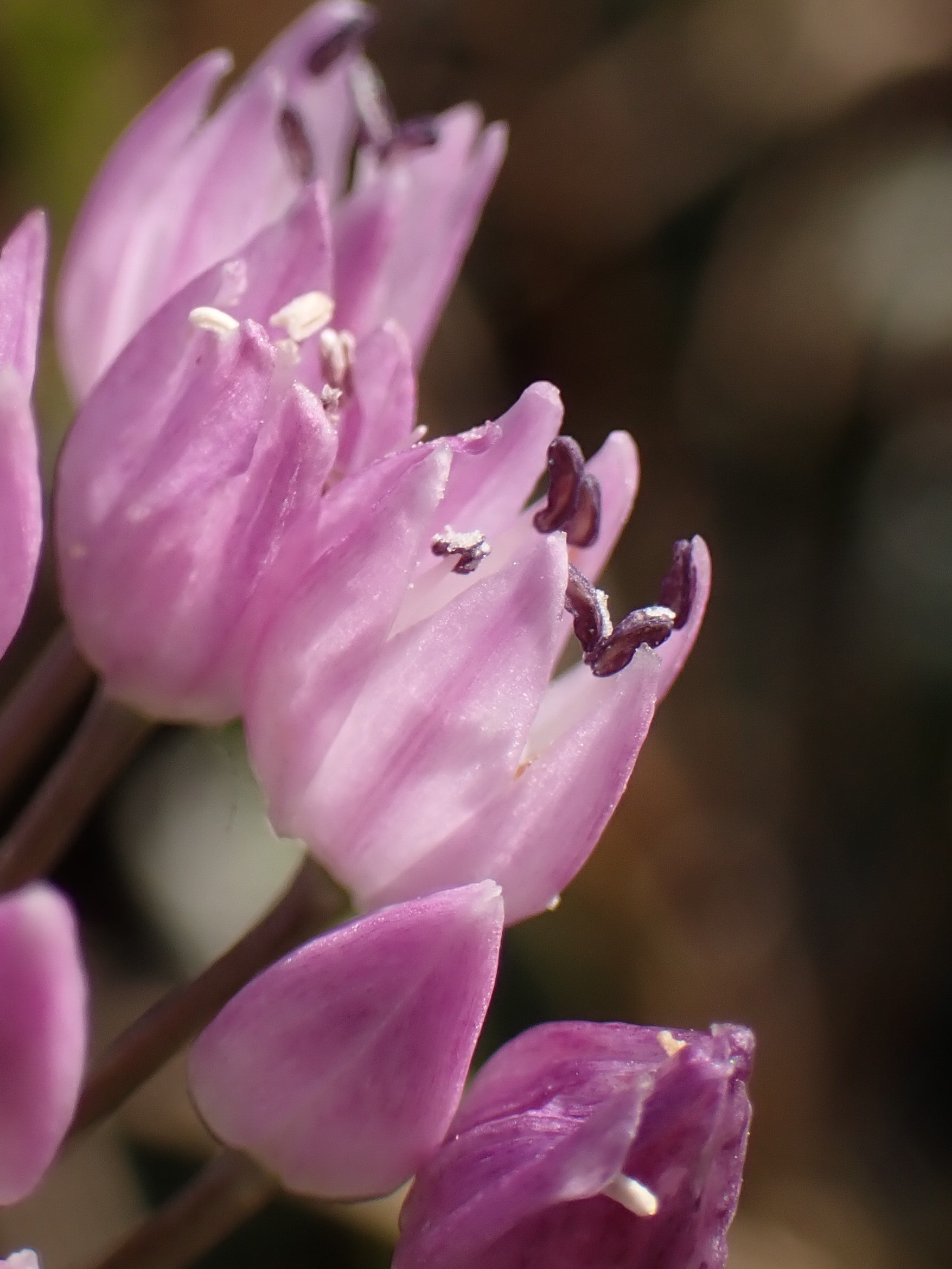
Kwiaty